# Peter Delaney
Peter Delaney, alias Pierre Louis de La Ney du Vair (ur. 8 lutego 1907 w Holcomb w USA, zm. 10 lub 11 kwietnia 1945 r. pomiędzy Bernsgrün i Mehltheuer w Niemczech) – Francuz amerykańskiego pochodzenia, oficer armii francuskiej, członek Service d’Ordre Légionnaire i Milicji Francuskiej oraz oficer Legionu Ochotników Francuskich przeciw Bolszewizmowi i SS-Standarte Kurt Eggers podczas II wojny światowej.

## Życiorys
Od 1927 r. służył w armii francuskiej. W 1935 r. ukończył École des Officiers de Réserve jako porucznik. Otrzymał przydział do 152 pułku piechoty, który stacjonował w Colmar w Alzacji. Brał udział w przegranej kampanii francuskiej w maju-czerwcu 1940 r. Złożył przysięgę marszałkowi Philippe’owi Pétainowi, przywódcy Francji Vichy. W 1941 r. pracował we włoskiej komisji rozejmowej. Pod koniec tego roku wstąpił do Francuskiego Legionu Weteranów, a następnie Service d’Ordre Légionnaire (SOL), formując oddział w Annecy. Otworzył tam szkołę oficerską. W 1942 r. Joseph Darnand, szef kolaboracyjnej Milice Française, przeniósł go do szkoły oficerskiej w St-Cyr-au-Mont-d’Or koło Lyonu. Jednocześnie rozpoczął pracę w Sekretariacie Milicji. Utworzył kolejne szkoły w Tarbes, Agen i Tuluzie. Po włączeniu SOL do Milice Française w styczniu 1943 r., założył L’École Nationale des Cadres de la Milice Française w zamku d'Uriage. Peter Delaney popierał ideę Rewolucji Narodowej marszałka P. Petaina, co doprowadziło go ostatecznie do konfliktu z J. Darnandem. W rezultacie 24 lipca szef Milice Française wraz z 200 swoimi podkomendnymi najechał na zamek d'Uriage. Peter Delaney przyłączył się do Frankijskiego Korpusu Francuskiego, formowanego przez mjr. André Besson-Rappa w Bordeaux. Z powodu swoich silnie antykomunistycznych poglądów wstąpił w 1944 r. do Legionu Ochotników Francuskich przeciw Bolszewizmowi (LVF). Ukończył szkolenie w szkole LVF w Montargis, po czym w kwietniu został wysłany na front jako dowódca 14 kompanii. Późnym latem przeniesiono go do jednostki korespondentów wojennych SS-Standarte Kurt Eggers do miejscowości Zehlendorf, w której służył w stopniu SS-Haupsturmführera. Wygłaszał na froncie przez mobilne radia antybolszewickie przemowy. Zginął 10 kwietnia 1945 r. w ataku amerykańskim na drodze między Bernsgrün i Mehltheuer.